# Información Sanlúcar de Barrameda
Información Sanlúcar de Barrameda  es un periódico de difusión semanal  español, creado para informar a los ciudadanos de Sanlúcar de Barrameda (Cádiz), España de las noticias de ámbito local más significativas que les puedan interesar.

## Empresa editora
El periódico pertenece al grupo Publicaciones del Sur S.A. que tiene su sede principal en el Parque Empresarial/ calle de la Investigación de  Jerez de la Frontera y comparte contenidos, suplementos y colaboradores con otras cabeceras de grupo que se editan en Almería Cádiz,  Córdoba , Granada, Huelva,  Málaga, Sevilla y Jaén.

## Difusión y área de influencia
Los datos de tirada no están controlados  por OJD. El periódico dispone también de su difusión vía Internet. Su área de influencia es el municipio de  Sanlúcar de Barrameda. (Cádiz). En 2010 ocupa el cargo de directora del semanario Cristina Cruz Barbero. 